# Ewerthon
Ewerthon Henrique de Souza es un futbolista nacido el 10 de junio de 1981 en la ciudad de São Paulo, en Brasil. Juega en la posición de delantero.

## Historia
Ewerthon empezó su carrera futbolística en el Corinthians brasileño en el año 1999. Estuvo en ese club dos temporadas, hasta que le fichó el Borussia Dortmund de Alemania.
Desde 2001 hasta 2005 compitió en la 1. Bundesliga, llegando a ganar una liga en 2002 y siendo finalista de la Copa de la UEFA en esa misma temporada.
La temporada 2005-2006, ficha por el Real Zaragoza, donde forma dupla en ataque junto con Diego Milito. Con el club maño consiguió en su primer año, tras una gran actuación en la ida de las semifinales contra el Real Madrid, quedar finalista de la Copa del Rey, perdiendo en la final ante el RCD Espanyol por 4-1.
En julio de 2007 Ewerthon llegaba al VfB Stuttgart cedido por un año. Pero en enero de 2008 el préstamo se termina prematuramente. Ewerthon llegaba al Real Club Deportivo Espanyol de nuevo cedido hasta el final de la campaña.
En junio de 2009 consigue batir la marca de goles marcados en una sola temporada por un jugador del Real Zaragoza, hasta ese momento en poder del peruano Juan Seminario desde la temporada 1961/62 con 25 goles, al marcar dos goles a la Unión Deportiva Salamanca y establecer la nueva marca en 27 goles a falta de dos jornadas para finalizar la liga. El partido siguiente, donde el Zaragoza asciende a la Primera División, contra el Córdoba Club de Fútbol, realiza un gran partido, marcando un gol y estableciendo su mejor marca (28 goles) y fijando también la del máximo goleador del Zaragoza en una temporada. En ese mismo partido es expulsado y no puede jugar el último partido contra el Rayo Vallecano, de modo que pierde su lucha por el Pichichi con el delantero del Club Deportivo Tenerife Nino, quien finalmente sería esa temporada el Pichichi de la Segunda División con 29 goles.
El 22 de febrero de 2010 Ewerthon es traspasado al Palmeiras después de que llegara a un acuerdo con el Real Zaragoza para desvincularse del club maño.

## Palmarés

### Con elBorussia Dortmund
- Campeón de la 1. Bundesliga en el 2002.

- Finalista de la Copa de la UEFA en 2002.

### Con elReal Zaragoza
- Finalista de la Copa del Rey en 2006.

- Ascenso a primera división y 2º pichichi de 2ª (28 goles).[2]

## Clubes
| Club                    | País     | Año       |
| ----------------------- | -------- | --------- |
| Corinthians             | Brasil   | 1998-1999 |
| Rio Branco (SP)         | Brasil   | 1999      |
| Corinthians             | Brasil   | 1999-2001 |
| Borussia Dortmund       | Alemania | 2001-2005 |
| Real Zaragoza           | España   | 2005-2007 |
| Stuttgart               | Alemania | 2007      |
| Espanyol                | España   | 2008      |
| Real Zaragoza           | España   | 2008-2010 |
| Palmeiras               | Brasil   | 2010      |
| Terek Grozny            | Rusia    | 2011      |
| Al-Ahli                 | Catar    | 2012      |
| América (MG)            | Brasil   | 2012      |
| Clube Atlético Sorocaba | Brasil   | 2014      |